# Música dos Países Baixos
´
A música desempenha nos Países Baixos um papel muito importante, tanto social como cultural. O estado subvenciona a famosa orquestra Concertgebouw de Amsterdã, assim como o Balé Nacional, o Teatro de Dança dos Países Baixos e vários coros e escolas de música.[carece de fontes?]

## História
O primeiro grande compositor holandês foi Jan Pieterszoon Sweelinck, que viveu entre os séculos XVI e XVII e contribuiu significativamente com música para instrumentos de teclas.
Depois dele, os Países Baixos passariam três séculos sem dar à luz músicos de grande reconhecimento e notoriedade. Esse período teve um fim na virada dos séculox XIX e XX, quando compositores locais quiseram dar um basta à influência alemã e se renderam à hegemonia francesa, explicando por exemplo por que Claude Debussy era tão reverenciado no país.
O primeiro compositor relevante a se mover numa direção nacionalista foi Bernard Zweers, e foi em Alphons Diepenbrock que os Países Baixos produziram o seu maior compositor desde Sweelinck, que coincidentemente nasceu e morreu exatamente 300 anos antes de Zweers.
Outros nomes notórios da época incluem Johann Wagenaar, Peter van Anrooy, Willem Landré, Henri Zagwijn, Sem Dresden, Daniel Fuyneman, Bernard van den Sigtenhorst-Meyer, Willem Pijper e Hendrik Andriessen.
No século XX, destacam-se Guillaume Landré (filho de Willem), Henk Badings , Bertus van Lier, Kees van Baaren, Rudolf Escher, Hans Henkemans, Marius Flothuis e Lex van Delden.

## Artistas notórios da música popular
| - 2 Unlimited - ReVamp - After Forever - Anouk - Ayreon - Caro Emerald - Delain - Epica - The Ex - Focus - Heidevolk - The Gathering - Golden Earring - Yuri Landman - Shocking Blue - Vengaboys - Within Temptation - Zuco 103 - Eddie Van Halen | - Tiësto - Armin van Buuren - Don Diablo - Nicky Romero - R3hab - Headhunterz - Ferry Corsten - Hardwell - Martin Garrix - Afrojack |